# 60周年記念デュエットベスト〜星よりひそかに 雨よりやさしく〜
『60周年記念デュエットベスト〜星よりひそかに 雨よりやさしく〜』は、2019年7月3日にビクターより発売された、橋幸夫の21の楽曲を収録したベストアルバム（VICL-65207）。橋のデビュー60周年を記念して、現在までに発表したデュエットソングに特化して制作されている。

## 概要
- 1960年7月、『潮来笠』（作詞：佐伯孝夫、作曲：吉田正）でデビューした[1]橋は、その年12月末に初のアルバムとなる『橋幸夫傑作集』をリリース[2]、その後多くのアルバムリリースしたが、デュエットソングに特化したものとしては、1986年11月21日リバスターより発売されたオリジナルアルバム『デュエット12』[3]以来となる。
- 『デュエット12』は本作と異なり、全楽曲ともテン・リー（台湾出身でリバスターよりデビュー）とのデュエットによるカバーアルバムとなっており、ベスト版でのデュエットソング集は本アルバムがはじめてのものとなる。
- ビクター時代には、吉永小百合、三沢あけみ、金沢明子、山中みゆき、古都清乃、山中沙南子、水野洋子らの女性歌手とデュエット曲を発表し、リバスター時代には安倍里葎子、ステファニーとで合わせて22のデュエット曲を発表。
- ビクター復帰後は、デュエット曲の発表はなかったが、2018年7月、約30年ぶりに林よしことのデュエットで181枚目のシングルとなる「君の手を」を発表（オリコン週間演歌・歌謡シングルランキングで第１位を獲得）している。本アルバムでは、その大半の楽曲が収録されている。
- 吉永小百合（6曲）と三沢あけみ（3曲）とのデュエット曲は、今回全楽曲とも収録された（三沢とはこの他に「調和音頭」で共演しているが、デュエット曲ではないため除外されている）。
- 安倍里葎子とのデュエット曲は2曲とも今回収録されている。
- 金沢明子は大ヒットした大東京音頭が含まれておらず、「昭和音頭」1曲のみの収録とどまっている。
- 西川峰子とも2曲デュエット曲があるが、今回は1曲のみの収録。
- 古都清乃、山中沙南子、水野洋子、ステファニーとのデュエット曲はそれぞれ1曲のみで、全曲収録されている。
- 橋のデビュー間もない時期にリリースされた山中みゆきとのデュエット曲「若い素顔」は、今回収録されていない。
- 日本有線大賞特別賞を受賞した「今夜は離さない」は、オリジナルの他に、保科有里とのデュエットでの「令和バージョン」（編曲：谷田部正）も収録されている。
- 収録曲のうち「宇宙博音頭」「昭和音頭」「男と女」は、今回はじめてCD音源での収録となっている。

## 収録曲
1. いつでも夢を（共演：吉永小百合)
作詞：佐伯孝夫、作・編曲：吉田正
第4回日本レコード大賞受賞曲、日活映画「いつでも夢を」主題歌
27枚目シングル（VS-807、1962/9/20発売）
2. 若い東京の屋根の下（共演：吉永小百合)
作詞：佐伯孝夫、作・編曲：吉田正
日活映画「若い東京の屋根の下」主題歌
34枚目シングル（VS-991、1963/4/20発売）
3. 若い歌声（共演：吉永小百合)
作詞：佐伯孝夫、作・編曲：吉田正
TBSドラマ「いつでも歌を」主題歌
43枚目シングル（VS-1146、1963/11/5発売）
4. そこは青い空だった（共演：吉永小百合)
作詞：佐伯孝夫、作・編曲：吉田正
49枚目シングル（SV-36、1964/4/25発売）
5. 東京音頭（共演：三沢あけみ)
作詞： 西条八十、作曲：中山晋平、編曲：寺岡真三
53枚目シングル（SV-86、1964/7/20発売『東京五輪音頭』c/w曲）
6. 蘭太郎街道（共演：山中沙南子)
作詞：佐伯孝夫、作・編曲：吉田正
55枚目シングル（SV-90、1964/8/20発売）
7. 愛のしあわせ（共演：吉永小百合)
作詞：佐伯孝夫、作・編曲：吉田正
62枚目シングル（SV-202、1965/3/5発売）
8. 夢みる港（共演：吉永小百合)
作詞：佐伯孝夫、作・編曲：吉田正
78枚目シングル（SV-384、1966/4/15発売）
9. あの娘は街へ（共演：吉永小百合)
作詞：佐伯孝夫、作・編曲：吉田正
78枚目シングル『夢みる港』c/w曲
10. 東西南北音頭（東京版）（共演：三沢あけみ)
作詞：佐伯孝夫、作・編曲：吉田正
ビクター40周年記念曲
90枚目シングル（SV-571、1967/6/1発売）
11. 大名古屋音頭（共演：三沢あけみ)
作詞：戸枝弘、補作詞：宮川実、作曲：利根一郎、編曲：寺岡真三
中日新聞、東海テレビ他選定歌
98枚目シングル（SV-720、1968/6/15発売）
12. 北国の白い花（共演：水野洋子)
作詞：有馬三恵子、作曲：鈴木淳、編曲：湯野カオル
110枚目シングル（SV-2063、1970/7/5発売）
13. 花笠太鼓（共演：古都清乃)
作詞：佐伯孝夫、作曲：吉田正、編曲：寺岡真三
120枚目シングル（MV-1038-S、1973/8/25発売『伊太郎ばやし』c/w曲）
14. お祭り音頭（共演：西川峰子)
作詞：吉川静夫、作曲：吉田正、編曲：寺岡真三
129枚目シングル（MV-1093、1975/7/25発売）
15. 宇宙博音頭（共演：三沢あけみ)
作詞：吉川静夫、作曲：渡久地政信、編曲：小川恭弘
138枚目シングル（MV-2019、1978/9/25発売）
16. 昭和音頭（共演：金沢明子)
作詞：吉川静夫、作曲：吉田正、編曲：寺岡真三
144枚目シングル（MV-3023、1981/2/21発売）
17. 今夜は離さない（共演：安倍里葎子)
作詞：藤波研介、作曲：幸耕平、編曲：南郷達也
日本有線大賞特別賞受賞曲
149枚目シングル（7RC-0007、1983/7/21発売）
18. 男と女（共演：安倍里葎子)
作詞：池田充男、作曲：伊藤雪彦、編曲：杉村敏博
149枚目シングル『今夜は離さない』c/w曲
19. スターダスト上海（共演：ステファニー)
作詞：橋本淳、作曲：平尾昌晃、編曲：馬飼野俊一
157枚目シングル（7RC-0084、1987/6/5発売）
20. 君の手を（共演：林よしこ)
作詞：田中花乃、作・編曲：井上ヨシマサ
181枚目シングル（VICL-37395、2018/7/25）
林よしこの3枚目シングル（VICL-37396、2018/7/25）
シングルはカップリング曲違い（VICL-37395は橋幸夫『サンシャイン』、VICL-37396は林よしこ『さよならだけが言えない』）の2種類が発売された。
21. 今夜は離さない〜令和バージョン〜（共演：保科有里)
作詞：藤波研介、作曲：幸耕平、編曲：谷田部正